# Željeznička pruga Sisak-Caprag – Karlovac
Željeznička pruga Sisak-Caprag – Karlovac dio je prijevozne željezničke mreže Hrvatskih željeznica.
Nakon Domovinskog rata, na ovoj željezničkoj pruzi nikada više nije uspostavljen ni putnički, niti teretni prijevoz. Pruga je privremeno zatvorena.
Ova željeznička pruga, uz željezničku prugu Vinkovci – Osijek najviše je nastradala pruga u Domovinskom ratu.

## Povijest
Pruga je pripadala I. jugozapadnoj krajiškoj vicinalnoj željeznici. Ukupna poslovna duljina je 102,2 km.
Nadnevci otvaranja dionica:

- 26. kolovoza 1903. do Vrginmosta,
- 26. kolovoza 1906. do Karlovca.[1]

1911. je prjevezeno 285 000 putnika i 98 000 tona robe. Prihod je bio 552 000, a dobit 294 000 kruna.

## Tehnički podatci
- najveća brzina: 40 km/h
- najveći uspon: 12 promila

## Posljednji vozni red
- 2 para vlakova Sisak – Glina (jedan je radnim danom išao do Gvozda)
- 1 par vlakova Gvozd – Karlovac
- 2 para vlakova Glina – Karlovac
- 1 par vlakova Sisak P. – Karlovac
- 1 par vlakova Sisak P. – Vrginmost

## Željeznički most u Brođanima
Ovaj most je potopljen nakon što je bombardiranjem uništen.
Prikaz tijeka željezničke pruge, po zadnjim nazivima kolodvora i stajališta iz 2003. godine.

## Nacrti i zemljovidi
U službenim zemljovidima ova željeznička pruga još uvijek postoji.
Trenutačno se ne razmatra ni obnova niti ponovna uspostava prometa, do daljnjega.